# دواء مصاحب
الأدوية المصاحبة أو الأدوية الملازمة أو الأدوية المرافقة هي اثنين أو أكثر من العقاقير المستخدمة أو المقدمة في نفس الوقت تقريباً (واحدة تلو الأخرى، في نفس اليوم، وما إلى ذلك). المصطلح له استخدامان سياقيان: كما هو مستخدم في الطب أو كما هو مستخدم في تعاطي المخدرات.

## الأدوية المصاحبة في الطب
يستخدم هذا التصنيف عند إعطاء العقاقير الطبية إما في نفس الوقت أو في نفس الوقت تقريبًا. هذا هو الحال في الطب في كثير من الأحيان.

### المثال الأول
العلاج الكيميائي للسرطان ينطبق على سبيل المثال. إن معيار الرعاية (الذي يطلق عليه أحيانًا «المعيار الذهبي») للمعالجة المساندة لسرطان القولون المرحلة الثالثة هو بروتوكول العلاج الكيميائي فولفوكس (المستخدم في أوروبا واليابان وكندا وأستراليا) وعلى التوالي بروتوكول العلاج الكيميائي فلوكس (المستخدم في الولايات المتحدة الأمريكية). هذه البروتوكولات العلاج الكيميائي 2 هي مشابهة جدا من حيث المبدأ. كلاهما يتكون من 3 عقاقير طبية: أ) وكوفورين (= حمض الفوليني = فولينيت الكالسيوم)، ب) 5-فلورويوراسيل (= 5-FU)، وج) اوكزالبلاتين. بما أن هذه الأدوية الطبية الثلاثة «متلازمة» مع بعضها البعض، تسمى هذه الكوكبة «الأدوية المصاحبة». 

### المثال الثاني
التصوير النقيض في الطب هو مثال آخر. هذه هي إجراءات التصوير في الطب التي يتم تنفيذها بعد إعطاء المريض وسيط تباين الميود (على سبيل المثال أنواع مختلفة من الأشعة السينية، CT ،MRIs). من المعروف أن مثل هذه الميودات المغايرة باليود يمكن أن تؤدي إلى الحساسية الحادة لدى بعض المرضى. قد تؤدي أيضا إلى تلف الكلى. إذا كان المريض يتلقى عقارًا طبيًا «مصاحبًا» (تم وصفه للمريض من قبل طبيب آخر)، وطبيب الأشعة الذي يقوم بإجراء التصوير غير مدرك لهذا، يمكن أن تحدث آثار جانبية ضارة ويمكن أن تزيد من خطر الاعتلال الكلوي الناجم عن التوسيط المتوسط (أي زيادة خطر تلف الكلى). بشكل عام، يسأل اختصاصيو الأشعة بعناية مرضاهم عن العقاقير الطبية الأخرى التي يأخذونها «بشكل متزامن» قبل إجراء التصوير. في كثير من الأحيان، يرصدون وظائف الكلى وحالة الترطيب لمرضاهم أثناء إجراء التصوير، خاصة عندما يتم استخدام دواء يصاحب ذلك (ضار بالكلى).

## الأدوية المصاحبة في تعاطي المخدرات
إذا كان أحد متعاطي المخدرات يبتلع أو يسيء استخدام عقارين أو أكثر، سواء في نفس الوقت أو في نفس الوقت تقريبًا، فإن هذا يسمى أيضًا «الأدوية المصاحبة».

### مثال
ما إذا كان تعاطي المخدرات المصاحب يؤدي إلى زيادة عدد الوفيات تم تحليلها علميا في شيفيلد، المملكة المتحدة.
```
أراد الباحثون معرفة ما إذا كان تعاطي المخدرات المصاحب (أي الأفيونية بالإضافة إلى دواء آخر من سوء الاستخدام) يؤدي إلى زيادة عدد الوفيات الناجمة عن الأفيون. أظهر الباحثون أنه على الأقل في منطقة شيفيلد، فإن إعطاء الأفيون عن طريق الوريد (IV) هو العامل الأكثر ثباتًا في الوفيات الناجمة عن تعاطي المخدرات. ويبدو أن الإدارة المشتركة لعقار من سوء الاستخدام يصاحبه سمة وليس عامل خطر في حد ذاته في مثل هذه الوفيات. 
[
3
]
```